# 1998 FG118
1998 FG118 är en asteroid i huvudbältet som upptäcktes den 31 mars 1998 av LINEAR i Socorro County, New Mexico.
Asteroiden har en diameter på ungefär 16 kilometer.